# Zambia en los Juegos Olímpicos de Seúl 1988
Zambia estuvo representada en los Juegos Olímpicos de Seúl 1988 por un total de 29 deportistas masculinos que compitieron en 3 deportes.
El portador de la bandera en la ceremonia de apertura fue el futbolista Samuel Chomba. El equipo olímpico zambiano no obtuvo ninguna medalla en estos Juegos.